# Quyền LGBT ở Syria
Quyền đồng tính nữ, đồng tính nam, song tính và chuyển giới ở Cộng hòa Ả Rập Syria có thể phải đối mặt với những thách thức pháp lý mà những người không phải LGBT không gặp phải. Điều 520 của bộ luật hình sự năm 1949, nghiêm cấm "quan hệ xác thịt chống lại trật tự tự nhiên" và quy định hình phạt tù lên đến ba năm.
Trong các lãnh thổ ở Syria do Jabhat Fateh al-Sham kiểm soát khoảng 7% của Syria, LGBT Syria bị bắt, đánh đập và xử tử.
Mahmoud Hassino, nhà hoạt động đối lập đồng tính Syria, nhà báo và bắt đầu tạp chí trực tuyến  Mawaleh , lưu ý rằng bất kể kết quả của Nội chiến, công việc cần phải được thực hiện trong khu vực dân sự trên thay mặt cho tất cả người Syria, không chỉ cộng đồng LGBT. Miral Bioredda, một nhà lãnh đạo thế tục của Ủy ban điều phối địa phương Syria, nói "Cá nhân tôi thấy đồng tính luyến ái là một vấn đề riêng tư. Nhưng xã hội Syria sẽ nói" không thể nào "nếu những người đồng tính vươn lên đòi quyền lợi của họ. sẽ mất thời gian." Nasradeen Ahme, một nhà lãnh đạo của Quân đội Syria tự do làm việc để hạ bệ chính phủ Bashar al-Assad, nói: "Nếu tôi chịu trách nhiệm, tôi sẽ thi hành luật cứng rắn hơn đối với người đồng tính. Nếu ai đó nói rằng người đồng tính nên bị ném đá cái chết như ở Iran và Ả Rập Saudi, tôi sẽ không phản đối. "

## Mốc thời gian quyền LGBT

Bản đồ cờ LGBT của Syria

### Cuộc họp của Hội đồng Bảo an Liên Hợp Quốc 2015 về Quyền LGBT
Vào tháng 8 năm 2015, Hội đồng Bảo an Liên Hợp Quốc đã họp trong một phiên về Quyền LGBT do Hoa Kỳ và Chile đồng tài trợ. Hội đồng đã nghe lời khai từ những người tị nạn chạy trốn khỏi Syria và Iraq. Trong các khu vực do ISIS tổ chức, những người tị nạn đã báo cáo bạo lực gia tăng đối với phụ nữ và các thành viên của cộng đồng LGBT. Họ báo cáo rằng ISIS đã tuyên bố đã xử tử ít nhất 30 người vì tội "cắt xén". Đây là lần đầu tiên trong lịch sử 70 năm của mình, Hội đồng Bảo an Liên Hợp Quốc đã thảo luận về các mối quan tâm của LGBT.

### Phong trào LGBT
Sau năm 2011, cộng đồng LGBT ở Syria bắt đầu đòi hỏi quyền lợi, và các chiến dịch bên ngoài Syria bắt đầu lan truyền nhận thức về quyền LGBT. Ví dụ: nhiều trang trên phương tiện truyền thông xã hội, như: LGBT بالعربي còn được biết là (MTVSyria - Love Wins). which has started the first Syrian online campaign for LGBT rights in Syria and the Middle-East under the name أنت لست وحيداً - You're not alone.
Nhiều người tị nạn LGBT Syria đã tham gia vào các cuộc diễu hành niềm tự hào đồng tính trên khắp thế giới.

### Cảnh sát đàn áp
Năm 2010, cảnh sát Syria bắt đầu một cuộc đàn áp dẫn đến việc bắt giữ hơn 25 người. Những người đàn ông bị buộc tội với nhiều tội ác khác nhau, từ đồng tính luyến ái.

### Quyền của người chuyển giới
Chuyển đổi giới tính là hợp pháp ở Syria. Năm 2004, một phụ nữ Syria tên Hiba đã tiến lên với tư cách là một phụ nữ chuyển giới đã được cho phép thực hiện một hoạt động chuyển đổi giới tính.

### Bầu cử năm 2003 của Liên Hợp Quốc
Năm 2003, Syria, trong Ủy ban Nhân quyền Liên Hợp Quốc, đã bỏ phiếu hoãn dự thảo nghị quyết Liên Hợp Quốc về quyền con người và khuynh hướng tình dục. Số phiếu là 24-17. Dự thảo nghị quyết sẽ khiến Ủy ban bày tỏ quan ngại sâu sắc về việc xảy ra vi phạm nhân quyền trên thế giới đối với người với lý do khuynh hướng tình dục của họ; nhấn mạnh rằng quyền con người và các quyền tự do cơ bản là quyền sinh ra của tất cả loài người, và bản chất phổ quát của các quyền và tự do này là không cần thiết; và kêu gọi tất cả các quốc gia thúc đẩy và bảo vệ quyền con người của tất cả mọi người bất kể xu hướng tình dục của họ.

## Cuộc sống LGBT ở Syria

### Văn hóa
Trước năm 2011, một tour du lịch đồng tính được tổ chức bởi Bertho. Đó là tour du lịch đồng tính đầu tiên và duy nhất ở Trung Đông, chọn Damascus và Aleppo là một trong những điểm đến chính của họ ở Trung Đông. "Và đó là điểm đến tuyệt nhất từ trước đến nay, anh ấy nói. Đó là những chuyến du lịch trên võng ở Aleppo, và ở Damascus, đó là thiên đường cho những người đồng tính. Chúng tôi chưa bao giờ gặp vấn đề gì, chưa từng gặp." 
Họ lưu diễn qua Lebanon, Syria và Jordan. Kể từ khi bắt đầu cuộc nội chiến, tour du lịch đã dừng các hoạt động tại Syria do sự gia tăng khủng bố do các phần tử Hồi giáo cực đoan gây ra.
Hơn nữa, các khu vực của Damascus trước đây là trung tâm ngầm nơi LGBT sẽ gặp và thực tế là những nơi duy nhất ở Syria có cảnh LGBT ngầm có thể tồn tại, đã bị xóa sổ kể từ khi Nội chiến bắt đầu và hầu hết các hoạt động văn hóa đã dừng lại.

### Khoan dung xã hội
Mặc dù đồng tính luyến ái bị hạn chế rất nhiều ở Syria, nhưng đó không phải là một tội ác. Hầu hết áp lực đối với người LGBT Syria đến từ gia đình họ. Sau khi Nội chiến bùng nổ vào tháng 3 năm 2011, xã hội trở nên khoan dung hơn đối với cộng đồng đồng tính vì lương thực, an ninh và thu nhập trở thành mối quan tâm hàng đầu của người dân Syria.

### Phim và sê-ri LGBT
Vào ngày 19 tháng 10 năm 2017, Mr. Gay Syria đã được phát hành. Được viết và đạo diễn bởi Ayse Toprak, bộ phim theo chân hai người tị nạn Syria đồng tính đang cố gắng xây dựng lại cuộc sống của họ.
A Lesbian Tale, một bộ phim ngắn, được quay ở Syria. Nó được xuất bản bởi Maxim Diab vào ngày 16 tháng 1 năm 2014.

### Vấn đề về HIV/AIDS
Trường hợp báo cáo đầu tiên về nhiễm trùng HIV là vào năm 1987.
Năm 2005, Thứ trưởng Bộ Tôn giáo đã công khai tuyên bố rằng HIV/AIDS là hình phạt thiêng liêng đối với những người tham gia gian dâm và đồng tính luyến ái. Cùng năm đó, Bộ Y tế tuyên bố rằng chỉ có 369 người ở Syria bị nhiễm HIV và chính phủ cung cấp cho những người như vậy "các loại thuốc cập nhật để chống lại căn bệnh này một cách tự do". Tổ chức phi chính phủ ước tính rằng thực sự có ít nhất năm lần số đó, và Liên Hợp Quốc đã trừng phạt chính phủ vì các phương pháp phòng ngừa không hiệu quả.
Ngoài việc chịu đựng công việc của một số tổ chức phi chính phủ, chính phủ đã thành lập các phòng khám tự nguyện có thể kiểm tra HIV/AIDS và phân phát một số tờ rơi giáo dục, nhưng giáo dục công cộng toàn diện, đặc biệt là cho người LGBT, không tồn tại.
Thay vào đó, chính phủ đã đưa ra một chương trình giáo dục HIV/AIDS hạn chế cho thanh thiếu niên ở trường trung học.

### Tài nguyên
Là một phần của Chương trình Quyền lưu vong, Sáng kiến Quyền Người tị nạn Quốc tế đã biên soạn một trang tài nguyên cho công dân LGTBI của Cộng hòa Ả Rập Syria.

## Bảng tóm tắt
| Hoạt động tình dục đồng giới hợp pháp                                                                                       | 3 năm tù (Luật trong thực tế bị đình chỉ) Hình phạt: Án tù lên đến 3 năm (Luật trong de facto bị đình chỉ) |
| Độ tuổi đồng ý | (Luật trong thực tế bị đình chỉ) Hình phạt: Án tù lên đến 3 năm (Luật trong de facto bị đình chỉ) |
| Luật chống phân biệt đối xử chỉ trong việc làm                                                                              | No |
| Luật chống phân biệt đối xử trong việc cung cấp hàng hóa và dịch vụ                                                         | No |
| Luật chống phân biệt đối xử trong tất cả các lĩnh vực khác (bao gồm phân biệt đối xử gián tiếp, ngôn từ kích động thù địch) | No |
| Hôn nhân đồng giới | No |
| Công nhận các cặp đồng giới                                                                                                 | No |
| Con nuôi của các cặp vợ chồng đồng giới                                                                                     | No |
| Con nuôi chung của các cặp đồng giới                                                                                        | No |
| Người LGBT được phép phục vụ công khai trong quân đội                                                                       | No |
| Quyền thay đổi giới tính hợp pháp                                                                                           | Người chuyển giới được phép thay đổi giới tính hợp pháp. chuyển đổi giới tính được phép cho những người có giới tính không rõ ràng hoặc có đặc điểm thể chất không phù hợp với đặc điểm sinh lý, sinh học và di truyền, trường hợp đầu tiên được báo cáo vào năm 2004. |
| Truy cập IVF cho đồng tính nữ                                                                                               | No |
| Mang thai hộ thương mại cho các cặp đồng tính nam                                                                           | No |
| NQHN được phép hiến máu | No |